# Юссуф Коне
Юссуф Коне (фр. Youssouf Koné, нар. 5 липня 1995, Бамако) — малійський футболіст, захисник клубу «Ліон» і національної збірної Малі. На правах оренди грає за «Аяччо».

## Клубна кар'єра
Народився 5 липня 1995 року в місті Бамако. Футболом почав займатися на батьківщині, в малійському клубі «Бакариджан Баруелі». В сезоні 2012/13 років дебютував у малійській Прем'єр-лізі. Влітку 2013 року перейшов до французького клубу «Лілль», в складі якого спочатку виступав за молодіжну команду, за яку протягом трьох сезонів провів 42 матчі чемпіонату. 
2 березня 2014 року дебютував у складі головної команди «Лілля» в переможному виїзному поєдинку (3:2) Ліги 1 проти «Аяччо», замінивши на 84-ій хвилині Дівока Орігі Вдруге в складі команди зіграв 12 квітня 2014 року, також в Лізі 1, проти «Валансьєна».
У першій половині сезону 2017/18 був в оренді в клубі «Реймс», який виступав у Лізі 2. Достроково завершив оренду й повернувся до «Лілля» в січні 2018 через розрив зв'язок коліна. З січня 2019, після того, як лілльський клуб залишив Фоде Балло-Туре, Коне став основним лівим захисником.
Загалом в національному чемпіонаті у складі Лілля зіграв 25 матчів.
3 липня 2019 перейшов до «Ліона», вартість трансфера склала 9 мільйонів євро.

## Виступи за збірні
Протягом 2013–2015 років залучався до складу молодіжної збірної Малі. На молодіжному рівні зіграв у 6 офіційних матчах, забив 1 гол.
З 2015 року залучається до складу національної збірної Малі. 6 вересня 2016 року Коне дебютував у футболці національної збірної в матчі кваліфікації Кубку африканських націй 2017 року проти Беніну. Наразі провів у формі головної команди країни 17 матчів, відзначившись 1 забитим м'ячем.
У складі збірної був учасником Кубка африканських націй 2017 року у Габоні та Кубка африканських націй 2019 року в Єгипті.

## Статистика виступів

### Статистика клубних виступів
| Сезон   | Клуб               | Країна  | Чемпіонат    | Ігри | Голи |
| ------- | ------------------ | ------- | ------------ | ---- | ---- |
| 2012/13 | Бакариджан Баруелі | Малі    | Прем'єр-ліга | ?    | ?    |
| 2013/14 | «Лілль»            | Франція | Ліга 1       | 2    | 0    |
| 2013/14 | «Лілль-2»          | Франція | ЧФА          | 7    | 0    |
| 2014/15 | «Лілль-2»          | Франція | ЧФА          | 15   | 0    |
| 2015/16 | «Лілль»            | Франція | Ліга 1       | 1    | 0    |
| 2015/16 | «Лілль-2»          | Франція | ЧФА          | 13   | 0    |
| 2016/17 | «Лілль»            | Франція | Ліга 1       | 2    | 0    |
| 2016/17 | «Лілль-2»          | Франція | ЧФА          | 18   | 1    |
| 2017/18 | «Лілль»            | Франція | Ліга 1       | 0    | 0    |
| 2017/18 | «Реймс»            | Франція | Ліга 2       | 18   | 1    |
| 2018/19 | «Лілль»            | Франція | Ліга 1       | 20   | 0    |
| 2018/19 | «Лілль-2»          | Франція | НАТ2         | 5    | 0    |

### Статистика виступів за збірну
Станом на 14 листопада 2019 року
| Дата       | Місто     | Господарі            | Результат | Гості                | Турнір                                     | Голи | Примітки |
| ---------- | --------- | -------------------- | --------- | -------------------- | ------------------------------------------ | ---- | -------- |
| 6-9-2015   | Котону    | Бенін                | 1 – 1     | Малі                 | Відбір до Кубка африканських націй 2017    | -    | 90'      |
| 9-10-2015  | Труа      | Буркіна-Фасо         | 1 – 4     | Малі                 | товариський матч                           | -    | ?'       |
| 25-3-2016  | Бамако    | Малі                 | 1 – 0     | Екваторіальна Гвінея | Відбір до Кубка африканських націй 2017    | -    |          |
| 28-3-2016  | Малабо    | Екваторіальна Гвінея | 0 – 1     | Малі                 | Відбір до Кубка африканських націй 2017    | -    | 67'      |
| 4-9-2016   | Бамако    | Малі                 | 5 – 2     | Бенін                | Відбір до Кубка африканських націй 2017    | -    |          |
| 8-10-2016  | Буаке     | Кот-д'Івуар          | 3 – 1     | Малі                 | Відбір до ЧС 2018                          | -    |          |
| 7-1-2017   | Марракеш  | Буркіна-Фасо         | 2 – 1     | Малі                 | товариський матч                           | -    | 46'      |
| 1-9-2017   | Рабат     | Марокко              | 6 – 0     | Малі                 | Відбір до ЧС 2018                          | -    | 64'      |
| 5-9-2017   | Бамако    | Малі                 | 0 – 0     | Марокко              | Відбір до ЧС 2018                          | -    | 23'      |
| 6-10-2017  | Бамако    | Малі                 | 0 – 0     | Кот-д'Івуар          | Відбір до ЧС 2018                          | -    |          |
| 11-11-2017 | Франсвіль | Габон                | 0 – 0     | Малі                 | Відбір до ЧС 2018                          | -    | 1'       |
| 23-3-2019  | Бамако    | Малі                 | 3 – 0     | Південний Судан      | Відбір до Кубка африканських націй 2019    | -    |          |
| 14-6-2019  | Ель-Вакра | Камерун              | 1 – 1     | Малі                 | товариський матч                           | 1    | 74'      |
| 24-6-2019  | Суец      | Малі                 | 4 – 1     | Мавританія           | Кубок африканських націй 2019 - 1-й етап   | -    |          |
| 28-6-2019  | Суец      | Туніс                | 1 – 1     | Малі                 | Кубок африканських націй 2019 - 1-й етап   | -    |          |
| 8-7-2019   | Суец      | Малі                 | 0 – 1     | Кот-д'Івуар          | Кубок африканських націй 2019 - 1/8 фіналу | -    |          |
| 14-11-2019 | Бамако    | Малі                 | 2 – 2     | Гвінея               | Відбір до Кубка африканських націй 2021    | -    |          |
| Усього     |           | Матчів               | 17        |                      | Голів                                      | 1    |          |